# Kire Filipowski
Kire Filipovski, mac. Кире Филиповски (ur. 9 lutego 1972) – macedoński pływak, olimpijczyk. Wystąpił w igrzyskach olimpijskich w 1992 roku, w Barcelonie w reprezentacji Niezależnych Uczestników Olimpijskich (pod flagą MKOl), oraz w igrzyskach w 1996 w Atlancie w reprezentacji Macedonii. Nie zdobył żadnych medali.

## Letnie Igrzyska Olimpijskie 1992 w Barcelonie
| Konkurencja             | Eliminacje | Eliminacje | Ćwierćfinały          | Ćwierćfinały          | Półfinały             | Półfinały             | Finał                 | Finał                 |
| Konkurencja             | Czas       | Miejsce    | Czas                  | Miejsce               | Czas                  | Miejsce               | Czas                  | Miejsce               |
| ----------------------- | ---------- | ---------- | --------------------- | --------------------- | --------------------- | --------------------- | --------------------- | --------------------- |
| 100 m stylem motylkowym | 56,68      | 43.        | → Nie awansował dalej | → Nie awansował dalej | → Nie awansował dalej | → Nie awansował dalej | → Nie awansował dalej | → Nie awansował dalej |
| 200 m stylem motylkowym | 2:08,71    | 39.        | → Nie awansował dalej | → Nie awansował dalej | → Nie awansował dalej | → Nie awansował dalej | → Nie awansował dalej | → Nie awansował dalej |

## Letnie Igrzyska Olimpijskie 1996 w Atlancie
| Konkurencja             | Eliminacje | Eliminacje | Ćwierćfinały          | Ćwierćfinały          | Półfinały             | Półfinały             | Finał                 | Finał                 |
| Konkurencja             | Czas       | Miejsce    | Czas                  | Miejsce               | Czas                  | Miejsce               | Czas                  | Miejsce               |
| ----------------------- | ---------- | ---------- | --------------------- | --------------------- | --------------------- | --------------------- | --------------------- | --------------------- |
| 100 m stylem motylkowym | 56,13      | 42.        | → Nie awansował dalej | → Nie awansował dalej | → Nie awansował dalej | → Nie awansował dalej | → Nie awansował dalej | → Nie awansował dalej |
| 200 m stylem zmiennym   | 2:11,90    | 35.        | → Nie awansował dalej | → Nie awansował dalej | → Nie awansował dalej | → Nie awansował dalej | → Nie awansował dalej | → Nie awansował dalej |